# New Jersey (álbum)
New Jersey es el cuarto álbum de estudio de la banda estadounidense de rock Bon Jovi, publicado por Mercury Records el 19 de septiembre de 1988. Las canciones fueron escritas por Jon Bon Jovi y Richie Sambora, con la colaboración de Desmond Child y Holly Knight en algunas de las pistas. La grabación tuvo lugar en los estudios Little Mountain de Vancouver (Canadá) y su producción la llevaron a cabo Bruce Fairbairn y Bob Rock. Es el segundo disco de Bon Jovi en llegar al número uno del Billboard 200 y el primero en alcanzar la cima del UK Albums Chart, también hizo lo propio en Australia, Nueva Zelanda, Suecia y Suiza. Ha recibido siete discos de platino en los Estados Unidos, cinco en Canadá, y dos en el Reino Unido y en Australia, entre otros. Asimismo, es el tercer lanzamiento más vendido de la banda tras Slippery When Wet y Cross Road, con dieciocho millones de copias estimadas, y también el álbum de Bon Jovi que más sencillos ha posicionado en el Billboard Hot 100, con un total de cinco; «Bad Medicine» y «I'll Be There for You» llegaron al número uno, mientras que «Born to Be My Baby», «Lay Your Hands on Me» y «Living in Sin» se colocaron entre los diez primeros de la lista.
Por otra parte, obtuvo el galardón al mejor álbum del año y al mejor álbum del año de rock/folk en grupo en los Japan Gold Disc Award, la revista Classic Rock lo incluyó en la posición 57 de su lista de los 100 mejores álbumes de rock de todos los tiempos y Kerrang! lo colocó en el puesto 14 en su lista de los 20 mejores álbumes del año 1988.

## Composición y producción

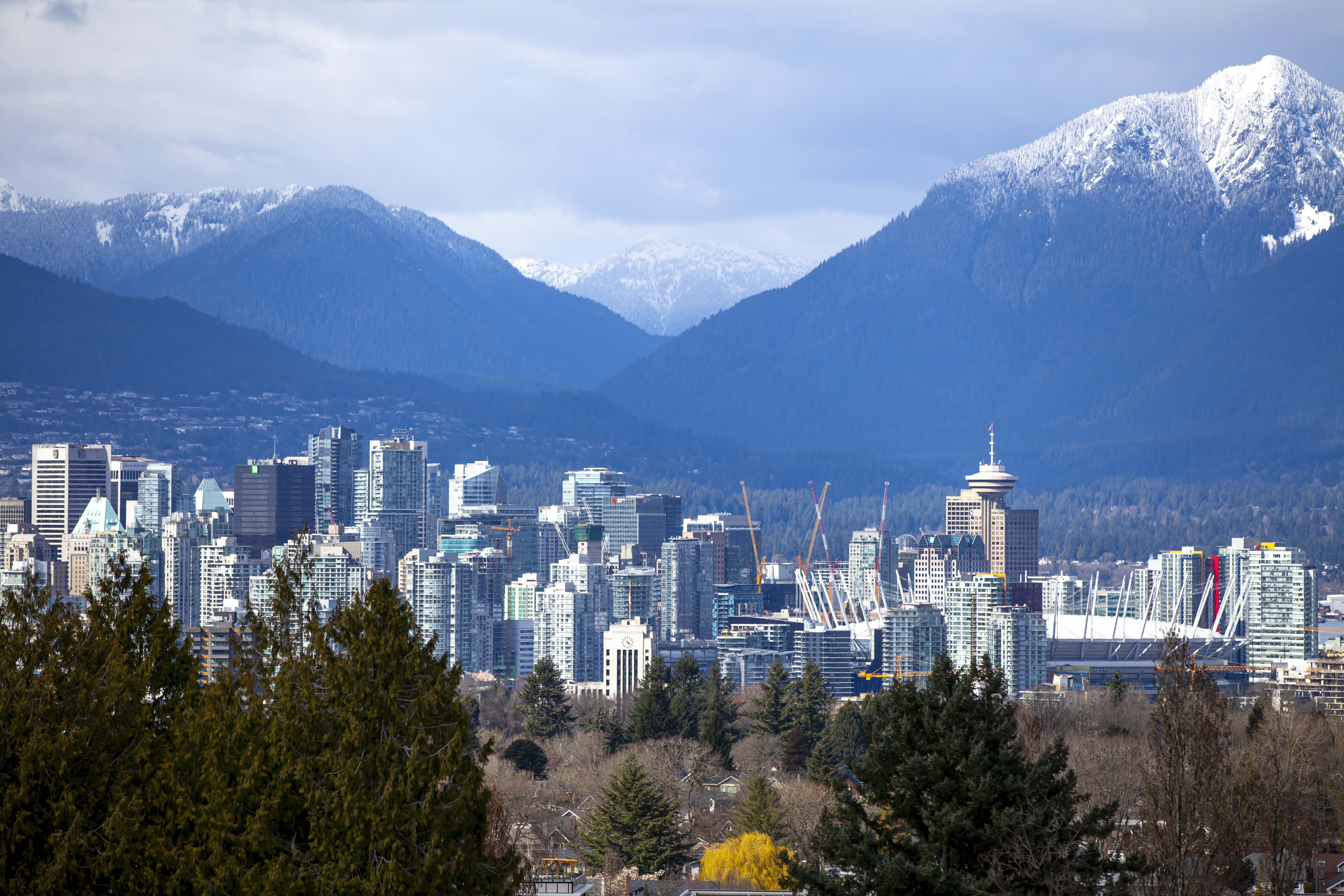
Ubicación de los estudios Little Mountain de Vancouver (Canadá) donde se grabó el álbum.

A finales de 1987, una vez terminada la gira Without End Tour de Slippery When Wet, los miembros del grupo se tomaron un breve descanso de tres o cuatro semanas. Pasado ese tiempo, el vocalista Jon Bon Jovi telefoneó al guitarrista Richie Sambora para decirle que tenía «un gancho realmente genial» para una canción, e inmediatamente ambos se volvieron a reunir para escribir las canciones del nuevo álbum. Comenzaron haciendo un primer lote de diecisiete canciones, pero empezaron a sentirse presionados porque no lograban encontrar «esa canción increíble» que marcara la diferencia. «Entré en pánico, para ser honesto. Tenía muchas ganas de hacerlo de nuevo. No por razones monetarias, pero fue una sensación increíble haber hecho lo que habíamos hecho... Estaba caminando por la casa gritando: “¡Tengo que pagar por este lugar, tenemos que escribir algunas canciones geniales!”», confesó Jon Bon Jovi durante una entrevista a la revista Classic Rock. Si bien podrían haber grabado diez de aquellos temas, «lo último que queríamos era sacar un Slippery When Wet 2», manifestó. Ambos siguieron escribiendo y a principios de 1988 se incorporó al proyecto el compositor Desmond Child, quien ya había trabajado con ellos en su anterior lanzamiento. De esta colaboración nacieron los temas «Bad Medicine», «Born to Be My Baby», «Blood on Blood» y «Wild Is The Wind». Más tarde también contaron con la aportación de Holly Knight y Diane Warren, con quienes compusieron «Stick to Your Gungs». Finalmente hicieron treinta y cuatro canciones nuevas, entonces se les ocurrió la idea de crear un álbum doble, pero la discográfica, Mercury Records, se mostró totalmente en contra, por lo que, en última instancia, se comprometieron a hacer un disco normal de doce canciones.
Posteriormente, regresaron a Vancouver (Canadá) para grabar el nuevo LP en el mismo lugar donde acuñaron Slippery When Wet dos años antes. Las sesiones de grabación se realizaron del 1 de mayo al 31 de julio de 1988 con Bruce Fairbairn como productor y Bob Rock en la mezcla. Al igual que hicieron con su anterior entrega, buscaron consejo entre los fanáticos para seleccionar los temas que formarían parte del nuevo trabajo. Para ello invitaron a unos adolescentes al estudio y les mostraron las maquetas. «Escucharon todo, y les dimos a todos una hoja de papel y un bolígrafo y les dijimos que escribieran lo que pensaban y lo numeraran. Y lo hicieron. Funciona muy bien. Al final, es a ellos a quienes les gustó el disco», dijo Bon Jovi. La canción mejor clasificada fue «Born to Be My Baby», pero se sorprendieron al ver las altas posiciones de «Stick To Your Guns» y «Wild Is The Wind» (esta última estaba en tercer lugar), así que tomaron la decisión de incluirlas en la versión definitiva del LP.

## Música y canciones

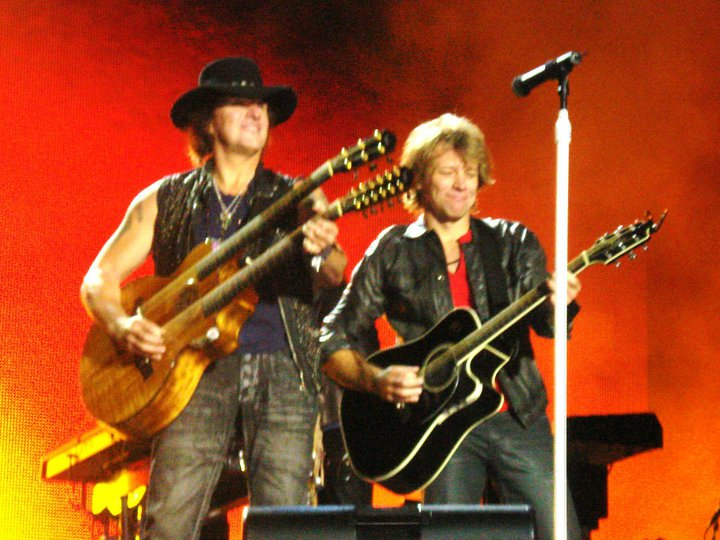
Richie Sambora y Jon Bon Jovi con sus guitarras acústicas durante un concierto en Buenos Aires (Argentina), en 2010.

Durante las sesiones de grabación la banda recibió la visita del equipo de producción de vídeo, formado por el productor Curt Marvis y el director Wayne Isham, que la animó a escribir una canción enérgica y poderosa para abrir sus espectáculos, así surgió «Lay Your Hands On Me», con la utilización de tambores africanos inspirados en Peter Gabriel (a quien el grupo presenció en su gira So a mediados de 1987) y cuya intención, según Jon Bon Jovi, era trasmitir que el conjunto aún era accesible a pesar del éxito de Slippery y que aún se le podía tocar. «Bad Medicine» la escribieron los músicos durante la grabación de un comercial para una cinta de Fuji en Japón. En aquel momento, Sambora estaba en una relación inestable y volátil y de repente ese título le vino a la cabeza (Bad Medicine): «me acerqué a Jon en el set entre tomas y se lo dije, y él contestó: “Sí, quédate con eso porque lo vamos a hacer realmente bien.” La reescribimos y la reescribimos y la reescribimos, hasta que fue realmente muy buena».
Con «Born to Be My Baby» siguieron la línea temática de «Livin' on a Prayer», cuya letra se enfoca en las luchas cotidianas a las que se enfrenta la gente común. A este respecto, en «99 in the Shade» se hace mención a Tommy y Gina, los personajes ficticios que protagonizan la canción del anterior LP. «Living In Sin» es la única pista del disco compuesta en solitario por el vocalista, en ella reflejaba el estado de su relación con su novia, Dorthea Hurley, desde el punto de vista de su educación católica. «Blood On Blood» es un tema influenciado musicalmente por Bruce Springsteen y cuya letra se inspira en la película Cuenta conmigo de Rob Reiner, en la que se ensalzan las virtudes de la amistad y de la lealtad en la infancia. Tanto Bon Jovi como Sambora se refirieron a ella como la composición de la que más orgullosos se sentían.
El álbum continúa con «Homebound Train», una pista de blues rock con algunos solos de armónica y guitarra respaldados por un ritmo serio que diverge del sonido tradicional de la banda. Le sigue un breve instrumental en mono llamado «Ride Cowboy Ride» que sirve de introducción para «Stick To Your Guns», cuyo título refleja las afirmaciones positivas de la letra. La guitarra bluesera de Sambora se hace notable en la balada «I'll Be There for You», donde comparte sus armonías con las del vocalista. «99 In The Shade» es un boogie estándar que contiene la esencia del nombre primigenio del disco (Songs of Beaches). La producción concluye con «Love For Sale», una canción informal de blues en acústico grabada en vivo dentro de una habitación entre humo de cigarros y botellas de vino; «Te dejamos entrar a la habitación donde escribimos nuestras canciones. Ahora ves cómo va todo... Solo para mostrarte un poco más de la personalidad de la banda», explicó Bon Jovi, «Jon y yo nos sentamos con una botella de vino, una armónica y comenzamos a gritar», añadió Sambora.

## Título y portada

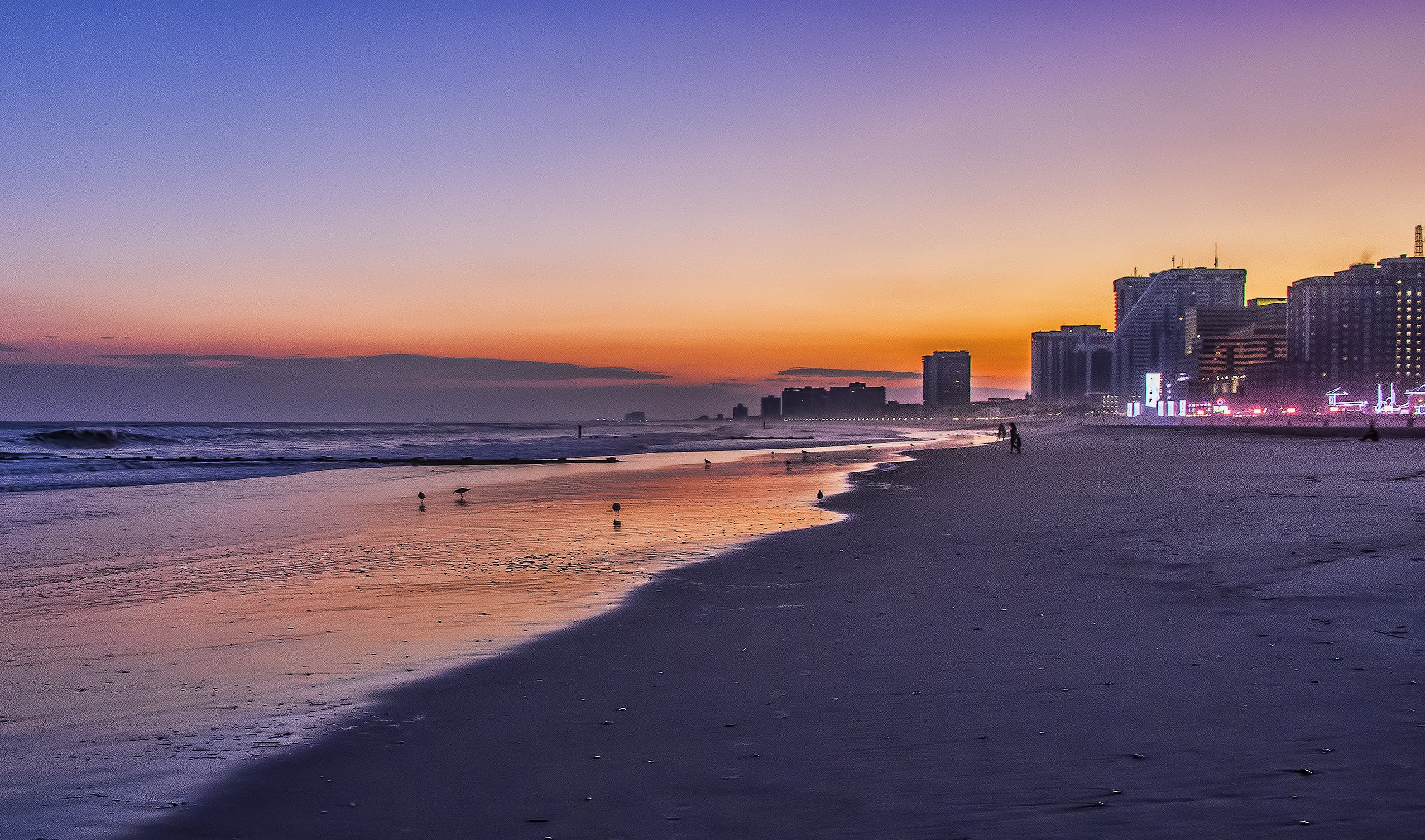
Playa de Nueva Jersey en la que se realizaron las fotografías para el disco.

Para titular su nuevo LP los componentes barajaron varios nombres que siguieran el doble sentido jocoso de Slippery When Wet, como Sixty Eight And I Owe You One o Sons Of Beaches, y en un principio este último se convirtió en el favorito. La idea para la portada era sacar fotos de la costa de Nueva Jersey y combinarlas con un diseño que hiciera referencia a Sgt. Pepper's Lonely Hearts Club Band de The Beatles, pero después cambiaron de opinión, pues el vocalista pensó que [tanto el título como la foto de portada] parodiaba a Slippery y eso les dejaría encasillados, por lo que prefirieron buscar un nombre que representase mejor la evolución y la identidad de la banda, así que finalmente lo llamaron New Jersey.
Además, pensaron que tanto la prensa como los fanáticos se habían centrado demasiado en su apariencia, sobre todo en sus cabellos, por lo que creyeron que lo más conveniente era no aparecer en la portada del álbum: «No creo que debamos depender de las fotos de la banda. Prefiero ser conocido porque escribimos grandes canciones», explicó Bon Jovi. «Dejemos que la música hable. Los vídeos y las revistas ya nos expondrán lo suficiente», añadió Sambora.La siguiente idea fue utilizar una fotografía de la parte posterior de la chaqueta vaquera de Jon Bon Jovi, en la que aparecían el nombre del grupo y el título del álbum, pero cuando el vocalista se reunió con el diseñador Hugh Syme le comentó lo mucho que le gustaba su portada minimalísta del álbum 1987 de Whitesnake, por lo que Syme decidió hacer un diseño similar para New Jersey mezclando ambos conceptos; el resultado fue una portada en tonos azules, con un fondo que simulaba la textura de una pared en la que estaban incrustadas dos placas metálicas con el nombre y el título del disco.

## Lanzamiento y recepción comercial
La publicación del álbum tuvo lugar el 19 de septiembre de 1988 y se estrenó en el octavo puesto del Billboard 200 la semana del 8 de octubre. Solo una semana después alcanzó el número uno tras desbancar a Appetite For Destruction de Guns N' Roses, y se mantuvo en la cima durante cuatro semanas, hasta que el 12 de noviembre se vio relegado por Rattle And Hum de U2. Permaneció en la lista hasta enero de 1990 y se consagró como el cuarto disco más vendido del año 1989 en los Estados Unidos. También llegó al número uno en el Reino Unido, Australia, Nueva Zelanda, Suecia y Suiza, al dos en Europa, Japón y Finlandia, al tres en Canadá, al cuatro en Alemania y Noruega, y al quinto en Austria. Asimismo, obtuvo siete discos de platino en los Estados Unidos, cinco en Canadá, dos en el Reino Unido y en Australia, y uno en España, Alemania, Austria, Suiza, Finlandia y Nueva Zelanda. Según Universal Music France, ha vendido cerca de veinte millones de copias a nivel mundial.
Es el único álbum de hard rock que ha colocado cinco sencillos entre los diez más vendidos del Billboard Hot 100; «Bad Medicine» y «I'll Be There For You» alcanzaron el número uno, «Born to Be My Baby» el tres, «Lay Your Hands on Me» el siete y «Living in Sin» el nueve. En otros países, «Bad Medicine» se posicionó entre los diez primeros en Nueva Zelanda (2), Australia (4), Canadá (5), Finlandia (7), Países Bajos e Irlanda (10); mientras que «I'll Be There For You» y «Born to Be My Baby» hicieron lo propio en Canadá (2 y 8) e Irlanda (6 y 7), respectivamente, y «Lay Your Hands on Me» llegó al puesto cuatro en Nueva Zelanda. Por otra parte, lanzaron «Blood on Blood» como sencillo exclusivo para Japón, donde alcanzó el número 66 de la lista.

## Recepción de la crítica
Cuando New Jersey fue lanzado en 1988, la revista Billboard lo describió como un álbum «desigual» que brillaba en temas como «Lay Your Hands On Me», «Love For Sale», «Wild Is The Wind» y «Bad Medicine», a los que catalogó como «el paraíso del rock n' roll», pero flojeaba en otros como la balada «I'll Be There for You», a la que acusó de ser «una auténtica copia de “Don't Let Me Down” de The Beatles», y la «exagerada y anacrónica» «Living In Sin». Por su parte, Sylvie Simmons de la revista RAW afirmó que «New Jersey es simplemente uno de los mejores álbumes de rock del año.»
Años después, William Ruhlmann de AllMusic expresó que la banda había perfeccionado una fórmula para el «pop/hard rock» concentrándose en coros que producían un efecto similar a cuando esas canciones sonaban en los estadios, la letra tenía «ese toque pop típico» si bien «expresaba un compromiso romántico» y canciones como «Lay Your Hands on Me» o «I'll Be There for You» funcionaron bien «como un medio para que la banda y su audiencia reafirmaran su afecto mutuo». «Lo único que estropeó la perfección de esta comunión fue la continua obsesión de Jon Bon Jovi con cierto predecesor de su estado natal; a veces, parecía estar tratando de recrear Born to Run usando materiales más baratos», concluyó.
New Jersey ganó el premio al álbum del año y al álbum del año de rock/folk en grupo en los Japan Gold Disc Award, donde la banda se llevó el galardón al mejor artista del año. También estuvieron nominados al sencillo de pop/rock favorito por «I'll Be There for You» y a grupo de pop/rock favorito en los American Music Awards y a la mejor banda internacional en los Brit Awards. Por otra parte, la revista Classic Rock lo incluyó en la posición 57 de su lista de los 100 mejores álbumes de rock de todos los tiempos y Kerrang! lo colocó en el puesto 14 en su lista de los 20 mejores álbumes del año 1988.

## Gira y conciertos

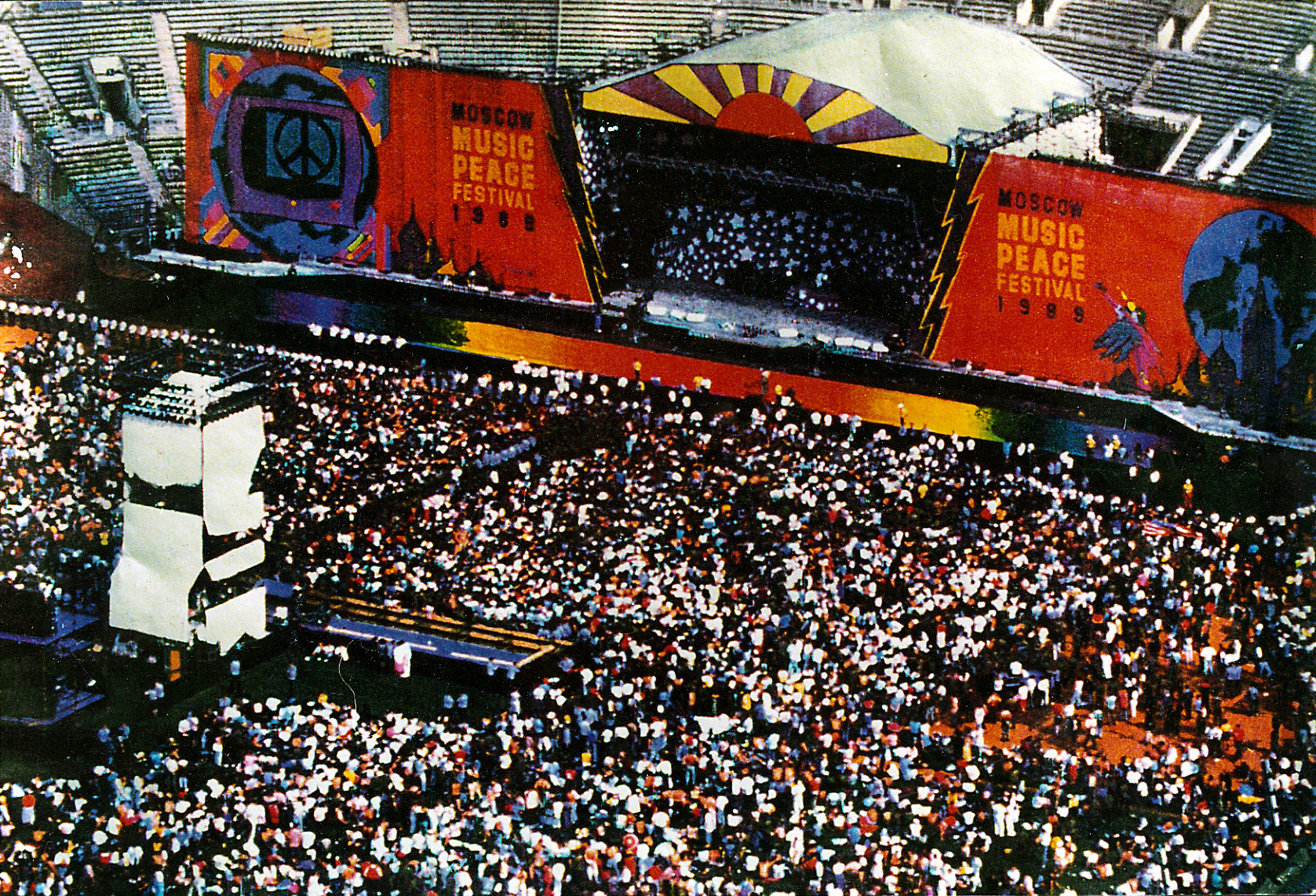
Escenario del Moscow Music Peace Festival.

Bon Jovi dio comienzo a su gira New Jersey Syndicate el 30 de octubre de 1988 en el RDS Arena de Dublín (Irlanda), luego viajó por Europa y visitó Alemania, Suiza, Italia, Francia, Países Bajos, Noruega, Suecia, Finlandia, Reino Unido, Bélgica y nuevamente Alemania. Tras dos semanas de descanso, el 31 de diciembre de 1988 reemprendió su gira por Japón, donde actuó dos noches seguidas en el Tokyo Dome y posteriormente en otras cinco ciudades. El 13 de enero inició una andadura de nueve meses consecutivos sin descanso por Norteamérica, y el 12 de agosto viajóa la Unión Soviética para participar en el Moscow Music Peace Festival, un evento en apoyo a la paz mundial y con el que se intentó lograr cooperación internacional para combatir las drogas. Jon Bon Jovi pensó que este festival era una gran idea, sin embargo, la experiencia fue muy diferente a la que él se esperaba:

Ese festival fue una pesadilla: el ego de todos, de cada banda (...) Yo era el tipo que no se drogaba, pero en el avión en el que viajaron las bandas... ¡encontraron agujas, por el amor de Dios! Tenía tanto desfase horario que estaba inconsciente en la cama, pero toda la banda estaba ahí afuera bebiendo vodka, peleando con la gente. Ozzy no dejaría que Mötley Crüe pasara por encima de él. Insistimos en terminar el show…
Jon Bon Jovi.

En octubre de 1989, al término de la gira estadounidense, la banda ya mostraba signos de agotamiento, tiempo después el cantante recordó:

Estaba con esteroides, me había dejado barba durante dos semanas, había círculos negros debajo de mis ojos. Realmente no deberíamos haber hecho eso. Yo estaba como: “Para, por favor, me estoy muriendo”. Y dijeron: “Aún tenemos que ir a Australia, a Europa otra vez...” Y, joder, yo solo quería meterme en la cama y morir. (...) Además, me rompí la pierna en el escenario, me rompí la tibia y la vendé con cinta adhesiva para poder seguir actuando.
Jon Bon Jovi.

Después de un breve parón de tres semanas, retomó la gira el 31 de octubre y se desplazó hasta Oceanía para tocar en Australia y Nueva Zelanda, y el 29 de noviembre regresó a Europa donde actuó por primera vez en Portugal y España, luego continuó en Francia, Países Bajos, Alemania, Dinamarca, Finlandia, Suecia, Noruega, Suiza, Irlanda y el Reino Unido; en el país británico realizó actuaciones en el Wembley Arena —con tres noches consecutivas— y en el Hammersmith Odeon, entre otros. Solo dos días después, el 18 de enero de 1990, inició la gira latinoamericana en Brasil, donde además tocó en el festival Hollywood Rock de Río de Janeiro, después visitó Argentina, Chile y terminó la gira el 17 de febrero en México con un total de 222 conciertos a sus espaldas. Durante ese tiempo le acompañaron grupos y artistas como Skid Row, Lita Ford o Dan Reed Network.
A finales de 1989 Jon Bon Jovi y Richie Sambora actuaron en la gala de los MTV Video Music Awards, donde interpretaron las canciones «Livin' on a Prayer» y «Wanted Dead or Alive» en acústico. La actuación tuvo tanto éxito que inspiró a la cadena para crear los especiales acústicos MTV Unplugged que tuvieron una gran acogida.

## Canciones del álbum
| N.º   | Título                  | Escritor(es)                                     | Duración |  |
| 1.    | «Lay Your Hands on Me»  | Jon Bon Jovi, Richie Sambora                     | 5:59     |  |
| 2.    | «Bad Medicine»          | Bon Jovi, Sambora, Desmond Child                 | 5:16     |  |
| 3.    | «Born to Be My Baby»    | Bon Jovi, Sambora, Child                         | 4:40     |  |
| 4.    | «Living in Sin»         | Bon Jovi                                         | 4:39     |  |
| 5.    | «Blood on Blood»        | Bon Jovi, Sambora, Child                         | 6:16     |  |
| 6.    | «Homebound Train»       | Bon Jovi, Sambora                                | 5:10     |  |
| 7.    | «Wild Is the Wind»      | Bon Jovi, Sambora, Child, Diane Warren           | 5:08     |  |
| 8.    | «Ride Cowboy Ride»      | Captain Kidd (Bon Jovi), King of Swing (Sambora) | 1:25     |  |
| 9.    | «Stick to Your Guns»    | Bon Jovi, Sambora, Holly Knight                  | 4:45     |  |
| 10.   | «I'll Be There for You» | Bon Jovi, Sambora                                | 5:46     |  |
| 11.   | «99 in the Shade»       | Bon Jovi, Sambora                                | 4:29     |  |
| 12.   | «Love for Sale»         | Bon Jovi, Sambora                                | 3:58     |  |
| 56:32 |                         |                                                  |          |  |

| Edición especial japonesa de 1998 (disco 2) |                                                                                            |          |  |
| N.º                                         | Título                                                                                     | Duración |  |
| 1.                                          | «Bad Medicine» (interpretada en vivo en Wembley en 1988)                                   |          |  |
| 2.                                          | «Bad Medicine» (interpretada en vivo en el Keep the Faith Tour)                            |          |  |
| 3.                                          | «Blood on Blood» (interpretada en vivo en Wembley en 1988)                                 |          |  |
| 4.                                          | «Born to Be My Baby» (en acústico)                                                         |          |  |
| 5.                                          | «I'll Be There for You» (interpretada en vivo en Lakeland (Florida) en 1989)               |          |  |
| 6.                                          | «Lay Your Hands on Me» (interpretada en vivo en el Giants Stadium de Nueva Jersey en 1989) |          |  |
| 7.                                          | «Love Is War» (B-Side of Living in Sin)                                                    |          |  |

| Edición especial de 2010 |                                |          |  |
| N.º                      | Título                         | Duración |  |
| 13.                      | «Blood on Blood» (en vivo)     | 12:04    |  |
| 14.                      | «Born to Be My Baby» (en vivo) | 5:47     |  |

| Lados B y canciones no incluidas | |                   |          |  |
| N.º                              | Título | Escritor(es)      | Duración |  |
| 1.                               | «Love Is War» (lado B del sencillo «Living In Sin») | Bon Jovi, Sambora | 4:12     |  |
| 2.                               | «Cadillac Man» (tema compuesto para la BSO de la película Cadillac Man (1990) que finalmente no fue incluido. Posteriormente fue cedida al cantante francés Johnny Hallyday, quien la versionó para su álbum Ça Ne Change Pas Un Homme de 1991.) | Bon Jovi, Sambora | 7:04     |  |

### Edición de lujo del 30 Aniversario
El 1 de julio de 2014 Mercury publicó una edición especial de este disco para conmemorar el treinta aniversario de la banda. En ella que se incluyeron canciones inéditas del proyecto original que iba a constar de un álbum doble denominado Songs of Beaches y que finalmente se descartó. La edición de lujo, lanzada también en formato digital, se compone de dos CD; el primero contiene el álbum original remasterizado más algunos temas inéditos y, el segundo, los maqueta del proyecto Songs of Beaches. La súper edición de lujo incluye además un DVD con el documental Access All Areas: A Rock & Roll Odyssey y todos los vídeos musicales del disco.
| Disco 1: Álbum original remasterizado |                                                     |                   |          |  |
| N.º                                   | Título                                              | Escritor(es)      | Duración |  |
| 13.                                   | «The Boys Are Back in Town» (versión de Thin Lizzy) | Phil Lynott       | 4:05     |  |
| 14.                                   | «Love Is War» (lado B de «Living In Sin»)           | Bon Jovi          | 4:14     |  |
| 15.                                   | «Born to Be My Baby» (en acústico)                  | Bon Jovi, Sambora | 4:53     |  |

| Disco 2: Maquetas de Songs of Beaches |                                             |                                  |          |  |
| N.º                                   | Título                                      | Escritor(es)                     | Duración |  |
| 1.                                    | «Home Bound Train»                          | Bon Jovi, Sambora                | 6:32     |  |
| 2.                                    | «Judgement Day»                             | Bon Jovi, Sambora                | 4:18     |  |
| 3.                                    | «Full Moon High (River of Love)»            | Bon Jovi, Sambora                | 4:42     |  |
| 4.                                    | «Growin' Up the Hard Way»                   | Bon Jovi, Sambora                | 4:32     |  |
| 5.                                    | «Let’s Make It Baby»                        | Bon Jovi, Sambora, Child         | 5:56     |  |
| 6.                                    | «Love Hurts»                                | Bon Jovi, Sambora                | 4:49     |  |
| 7.                                    | «Backdoor to Heaven»                        | Bon Jovi, Sambora                | 5:51     |  |
| 8.                                    | «Now and Forever»                           | Bon Jovi, Sambora                | 5:34     |  |
| 9.                                    | «Wild is the Wind»                          | Bon Jovi, Sambora, Child, Warren | 4:55     |  |
| 10.                                   | «Stick to Your Guns»                        | Bon Jovi, Sambora, Knight        | 5:15     |  |
| 11.                                   | «House of Fire» (versión de Alice Cooper)   | Alice Cooper, Child, Joan Jett   | 5:01     |  |
| 12.                                   | «Does Anybody Really Fall in Love Anymore?» | Bon Jovi, Sambora, Child, Warren | 4:57     |  |
| 13.                                   | «Diamond Ring»                              | Bon Jovi, Sambora, Child         | 4:10     |  |

| Disco 3: DVD |                                                        |          |  |
| N.º          | Título                                                 | Duración |  |
| 1.           | «Access All Areas: A Rock & Roll Odyssey» (documental) |          |  |
| 2.           | «Bad Medicine» (video oficial, primera versión)        |          |  |
| 3.           | «Born To Be My Baby» (video oficial)                   |          |  |
| 4.           | «I'll Be There For You» (video oficial)                |          |  |
| 5.           | «Lay Your Hands On Me» (video oficial)                 |          |  |
| 6.           | «Blood On Blood» (video oficial)                       |          |  |
| 7.           | «Bad Medicine» (video oficial, segunda versión)        |          |  |

## Créditos
| Grabación - Jon Bon Jovi: voz, guitarra acústica, armónica - Richie Sambora: guitarra eléctrica y acústica, mandolina y coros - David Bryan: teclado y coros - Tico Torres: batería y percusión - Alec John Such: bajo y coros - Goudin (Dido) Morris: percusión en «Wild Is The Wild» y «Born To Be My Baby» - Peter Berring: arreglo vocal de fondo en «Lay Your Hands On Me» Ingeniería y producción - Productor: Bruce Fairbairn - Ingeniería de sonido y mezcla: Bob Rock - Asistencia de ingeniería de sonido: Chris Taylor - Remasterización digital: George Marino | Imagen y diseño - Dirección artística: Hugh Syme, Jon Bon Jovi - Diseño del álbum: Hugh Syme - Fotografía (banda): Timothy White - Fotografía (portada): Cameron Wong - Tratamiento de imagen (portada): Olivia Ramirez, Roberta Zislis |

Fuente: Libreto de la reedición del álbum.

## Posicionamiento en listas
| Lista (1988-1989)                       | Posición |
| --------------------------------------- | -------- |
| Alemania (Offizielle Top 100)           | 4        |
| Australia (ARIA Top 100 Albums Chart)   | 1        |
| Austria (Ö3 Austria Top 40)             | 5        |
| Canadá (RPM 100 Albums)                 | 3        |
| España (AFYVE Top 100 Álbumes)          | 21       |
| Estados Unidos (Billboard 200)          | 1        |
| Estados Unidos (Top Pop Catalog Albums) | 8        |
| Europa (European Top 100 Albums)        | 2        |
| Finlandia (SVL)                         | 2        |
| Italia (Top 100 Artisti)                | 10       |
| Japón (Oricon Albums Chart)             | 2        |
| Noruega (VG-lista)                      | 4        |
| Nueva Zelanda (Official NZ Music Chart) | 1        |
| Países Bajos (Dutch Album Top 100)      | 13       |
| Reino Unido (UK Albums Chart)           | 1        |
| Suecia (Topplistan)                     | 1        |
| Suiza (Top Albums 100)                  | 1        |
| Lista (2010-2014)                       | Posición |
| Bélgica (Ultratop 200 Albums)           | 128      |
| España (PROMUSICAE Top 100 Álbumes)     | 22       |
| Grecia (Top 75 Combined Repertoire)     | 45       |

| Lista (1988)                      | Posición |
| --------------------------------- | -------- |
| Europa (European Top 100 Albums)  | 52       |
| Suiza (Schweizer Jahreshitparade) | 27       |
| Lista (1989)                      | Posición |
| Alemania (Offizielle Top 100)     | 67       |
| Estados Unidos (Billboard 200)    | 4        |
| Canadá (RPM 100 Albums)           | 36       |
| Japón (Oricon Albums Chart)       | 94       |

## Certificaciones
| País                                        | Certificación | Ventas por certificado | Fecha certificación    |
| ------------------------------------------- | ------------- | ---------------------- | ---------------------- |
| Alemania (BVMI)                             | Platino       | 500 000                | 1994                   |
| Australia (ARIA)                            | 2× Platino    | 100 000                |                        |
| Austria (IFPI Austria)                      | Platino       | 50 000                 | 4 de octubre de 1994   |
| Canadá (CRIA)                               | 5× Platino    | 500 000                | 18 de mayo de 1989     |
| España (AFYVE)                              | Platino       | 100 000                | 1988                   |
| Estados Unidos (RIAA)                       | 7× Platino    | 7 000                  | 12 de abril de 1996    |
| Finlandia (Musiikkituottajat)               | Platino       | 50 000                 | 1996                   |
| Italia (FIMI)                               | Oro           | 50 000                 | 1988                   |
| Nueva Zelanda (RIANZ)                       | Platino       | 15 000                 | 23 de octubre de 1988  |
| Reino Unido (BPI)                           | 2× Platino    | 600 000                | 1 de agosto de 1993    |
| Suecia (GLF)                                | Oro           | 50 000                 | 5 de diciembre de 1988 |
| Suiza (IFPI Suiza)                          | Platino       | 50 000                 | 1989                   |
| Ventas totales por certificación: 9 115 000 |               |                        |                        |

## Premios y nominaciones
| Premio                | Año  | Nominado / trabajo      | Categoría                           | Resultado | Ref.   |
| --------------------- | ---- | ----------------------- | ----------------------------------- | --------- | ------ |
| American Music Awards | 1990 | «I'll Be There for You» | Sencillo de pop/rock favorito       | Nominado  | [ 88 ] |
| Japan Gold Disc Award | 1989 | New Jersey              | Álbum del año                       | Ganador   | [ 31 ] |
| Japan Gold Disc Award | 1989 | New Jersey              | Álbum del año de rock/folk en grupo | Ganador   | [ 31 ] |

## Reconocimientos
| Publicación  | Reconocimiento                                   | Posición |
| ------------ | ------------------------------------------------ | -------- |
| Classic Rock | 100 mejores álbumes de rock de todos los tiempos | 56       |
| Kerrang!     | 20 mejores álbumes de 1988                       | 14       |